# Dawit Minasiani
Dawit Minasiani (Давид Минасиани; * 14. Juli 1992 in Bakuriani) ist ein georgischer Skispringer und Eishockeyspieler, der bei Bakurianis Mimino in der georgischen Eishockeyliga spielt.

## Karriere

### Skispringen
Zunächst war Minasiani als Skispringer aktiv. Er nahm international bisher jedoch an keinen Wettbewerben teil. Bei den Georgischen Meisterschaften 2013 in seiner Heimatstadt Bakuriani gewann er die Goldmedaille.

### Eishockey
Ab 2014 trat Minasiani oberklassig im georgischen Eishockey auf. Auf Vereinsebene spielt er für Bakurianis Mimino in der georgischen Eishockeyliga. Er gab sein Debüt für die georgische Nationalmannschaft 2015 bei der Weltmeisterschaft der Division III. Bei den Weltmeisterschaften 2016, 2017 und 2018 spielte er jeweils in der Division III. Zudem vertrat er seine Farben bei der Olympiaqualifikation für die Winterspiele 2018 in Pyeongchang.

## Erfolge und Auszeichnungen
- 2013: Georgischer Meister im Skispringen
- 2018: Aufstieg in die Division II, Gruppe B bei der Weltmeisterschaft der Division III